# 演劇ユニット そめごころ
演劇ユニットそめごころ（えんげきユニットそめごころ）は、日本の劇団。
2012年、福岡大学の学術文化部会演劇部に在籍していた主宰・君島史哉、脚本、演出・石田聖也、俳優、照明家・古野裕基が、『部活引退して演劇できなくなるのが嫌だったから』が為に旗揚げ。
福岡県福岡市を活動拠点とする。
劇団名の由来は能の大成者・世阿弥の記した芸道書「花鏡」の一節「初心不可忘」より。

## 概要
活動準備公演、『トロイメント』を皮切りに野田秀樹作品と石田聖也による創作作品を交互に上演。
『演劇を人々の日々の生活の原動力に！』を目的に活動を続ける。
その割に明るい脚本を上演する事は少ない。
2013年に山内晴貴、馬崎聡が、2014年には田島宏人、川原由季、相原智仁が加入。
同年、5月。斬新な演出方式の劇中劇作品『Death Disco』で話題を呼んだ。 
7月、学生闘争をモチーフにした一人芝居作品『ノクターン』で、最強の一人芝居フェスティバル INDEPENDENT:FUK14に参加。
9月、同演目により名古屋学生演劇祭にて田島宏人が俳優賞を受賞。
同月、（劇）池田商会の中村大介を演出に迎えた番外公演 『走れメルス〜少女の唇からはダイナマイト！』では動員300を達成。
同月、国際コメディ演劇フェスティバル コントオムニバス公演には無声劇『疑音奏』で参加。
同年12月、次回本公演のチケット料金を賭けた臨証実験公演『THE BEE／赤鬼』では福岡若手劇団、WET BLANKETとメニドク、あそびこころ、それぞれの看板俳優を迎えた総力戦となった。
2015年にはせとよしの、加藤真梨が加入し、同年4月に一年ぶりの本公演となる『201Xの記憶』を上演。
2016年1月から4月にかけ愛媛･東京･福岡の3都市ツアーを第5回本公演『反復する、イクツカノ時間と　交わる、イクツモノ時間の中で　僕らにできる、イクツカのこと。』で行った。
同年6月に藤田恵佳がメンバーとして加入し、9月に一人芝居「おやすみ（のち）、20分（後）に、おはよう。」でマエカブ演劇フェスティバル2016に参加した。
同月、第六回本公演『ココ、ドコカ、目覚める風景』を上演。

## メンバー
※2018年12月現在

・君島史哉

・石田聖也

・古野裕基

・田島宏人

・加藤真梨

・藤田恵佳

・上野隆樹